# 伊勢谷能宣
伊勢谷 能宣（いせや ひさのぶ、1981年2月25日 - ）は、東京都出身の俳優。身長176cm。以前はトゥフロント、劇団燐光群に所属していた。

## 出演

### 映画
- ガッツ伝説 愛しのピット・ブル（2006年）
- 浪漫者たち（2009年）※主演
- 能楽師 伝承（2010年）

### テレビドラマ
- 遺留捜査 第3シリーズ 第8話「殺しのチケット」・第9話「最後の遺留品!! 森の中の真っ赤なドロップ」（2013年） - 浅井徹 役

### 舞台
- 足の杖
- イプセン
- シンクロナイズド・ウォーキング
- だるまさんがころんだ
- 虎の杖
- ドリーマーズ
- パワー・オブ・イエス
- フィリピンベッドタイムストーリーズ
- 放埓の人
- ミス・タナカ
- 屋根裏
- ワールド・トレード・センター

### オリジナルビデオ
- ヤンキー弁護士 〜キャバクラ嬢 優奈〜（2012年）